# Castell de Savallà
El castell de Savallà corona el tossal on s'esglaona el poble de Savallà del Comtat, situat en un enclavament estratègic, a la part septentrional de la comarca de la Conca de Barberà, en la zona de contacte amb els altiplans segarrencs, a la part esquerra de la vall del Riu Corb.

## Història
El topònim Savallà s'esmenta per primer cop l'any 1043 com una de les confrontacions del castell de Conesa, anomenada serra de Avellano, en el document de cessió que feren els comtes de Barcelona Ramon Berenguer I i la seva muller Elisabet a Bernat Sunifred i esposa Amaltruda. La història del castell de Savallà és confusa però alguns autors consideren que la referència més antiga seria l'any 1090 en que el castell de Avella fou encomanat a Guillem Ramon.
A la darreria del segle xi el castell es trobava en mans de la família Cervera. El 1093, Adalaida, muller d'Hug Dalmau de Cervera el llegà al seu fill Ponç Hug. Al llarg del segle xii els Cervera mantindran el domini. El 1172, Ramon de Cervera en fer testament el llegà a la seva filla Elisenda, casada amb Berenguer d'Aguiló i al fill d'aquest matrimoni, Guillem. El 1196 apareix com a senyor Gombau d'Aluja que en pignorarà les rendes junt amb les d'altres castells a l'orde del Temple. Vinculada amb els Cervera, a la meitat del segle xii apareixen els primers membres de la nissaga cognominada Avellà o Savallà, que són castlàns del castell. Arbert de Savallà apareix com a testimoni en un document atorgat per Ramon de Cervera l'any 1150. El 1185, Arbert de Savallà testà deixant tot el que posseía en el lloc i terme de Savallà al net Guillem.

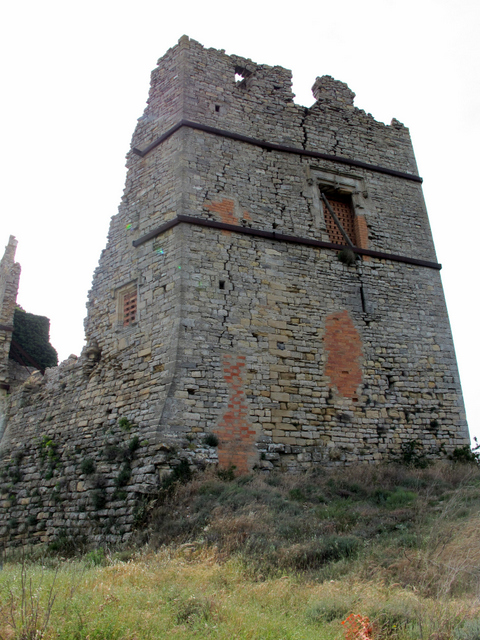
Façana lateral (maig 2012

El 1285, el rei Pere el Gran concedí una gran baronia, que comprenia Savallà, a Ponç Hug IV, comte d'Empúries. A finals del segle xiii passà als Timor i ja en el segle xiv, als Boixadors. N'era la senyora Francesca de Timor que es casà amb Berenguer de Boixadors. El 1380, l'infant Joan vengué la jurisdicció de Savallà, les Piles, Guialmons i Rubió a Bernat de Boixadors fill de Francesca de Timor. Savallà es coneixia com a Çavalla en aquest moment.
L'any 1509, el castlà de Savallà Gaspar Desvall i família vengueren la castlania al monestir de Santes Creus si bé el senyoriu eminent el posseïen els Boixadors que, l'any 1599 aconseguiren de Felip II el títol nobiliari de comtes de Savallà atorgat a Bernat de Boixadors i d'Erill en recompensa a mèrits adquirits el 1571 en la batalla de Lepant. En el segle xvii, Savallà es trobava dins la vegueria de Montblanc i pertanyia al Comte de Savallà. Al segle xix el senyorejava el comte de Peralada.
En època moderna fou seu del comtat de Savallà que s'estenia per la conca alta del Gaià i comprenia els pobles de Rubió, Pontils, Guialmons, les Piles i Santa Perpètua. Fernández Trabal comentant els fons arxivístics d'aquesta família sintetitza la història del senyoriu de Savallà: «Fou baronia feudal, primer dels Castellolí, després dels Timor i finalment dels Boixadors. El comtat de Savallà fou erigit l'any 1599 a favor de Bernat II de Boixadors i d'Erill. Els Boixadors van rebre l'herència dels Rocabertí, una vegada extingida la línia masculina del llinatge vescomtal, en virtut del casament de Joan de Boixadors i de Pacs, segon comte de Savallà, amb Elisabet de Rocabertí i de Pacs (1602). El beneficiari del vincle fou Joan Antoni de Boixadors i de Pinós, cinquè comte de Savallà, l'any 1728 i, des d'aleshores avantposà alternativament el cognom Rocabertí al patern».
Els Rocabertí-Boixadors es van extingir definitivament l'any 1899, quan morí Joana-Adelaida de Rocabertí-Boixadors Dameto i de Verí. Els títols nobiliaris passaren als Sureda, mentre que els patrimonis –ja molt afeblits– foren heretats pels marquesos de la Torre.
Durant les guerres carlines fou incendiat i ja no es recuperà de la seva ruïna. El darrer comte de Savallà ha estat Pere de Montaner i Sureda.

## Arquitectura
El castell de Savallà, que avui presenta una imatge patètica de murs enderrocats i pedres amuntegades, havia estat un palau residència renaixentista comparable al castell de Santa Coloma de Queralt i al castell de Solivella (que encara està més arruïnat). Sobre un castell medieval, del qual no queda res, fou construïda, entre els segles XV i XVI, la residència fortificada que habitaren els comtes de Savallà. En el darrer quart del XIX aquest castell fou víctima d'un greu expoli per part de la família, que preferí potenciar la reconstrucció del castell de Perelada, al que van anar a parar diversos elements arquitectònics procedents de Savallà.
La planta, que encara es pot seguir, és un pentàgon irregular que té els costats nord i oest (33 m per 21 m, respectivament), disposats en angle recte, mentre que els del sud i de migdia són més irregulars i de mesures menors. El conjunt estava rodejat per un recinte exterior, amb torres cilíndriques als quatre angles, que mesurava 45 m al nord, per 43 m a l'oest, 53 m al sud i 24 m a l'est.

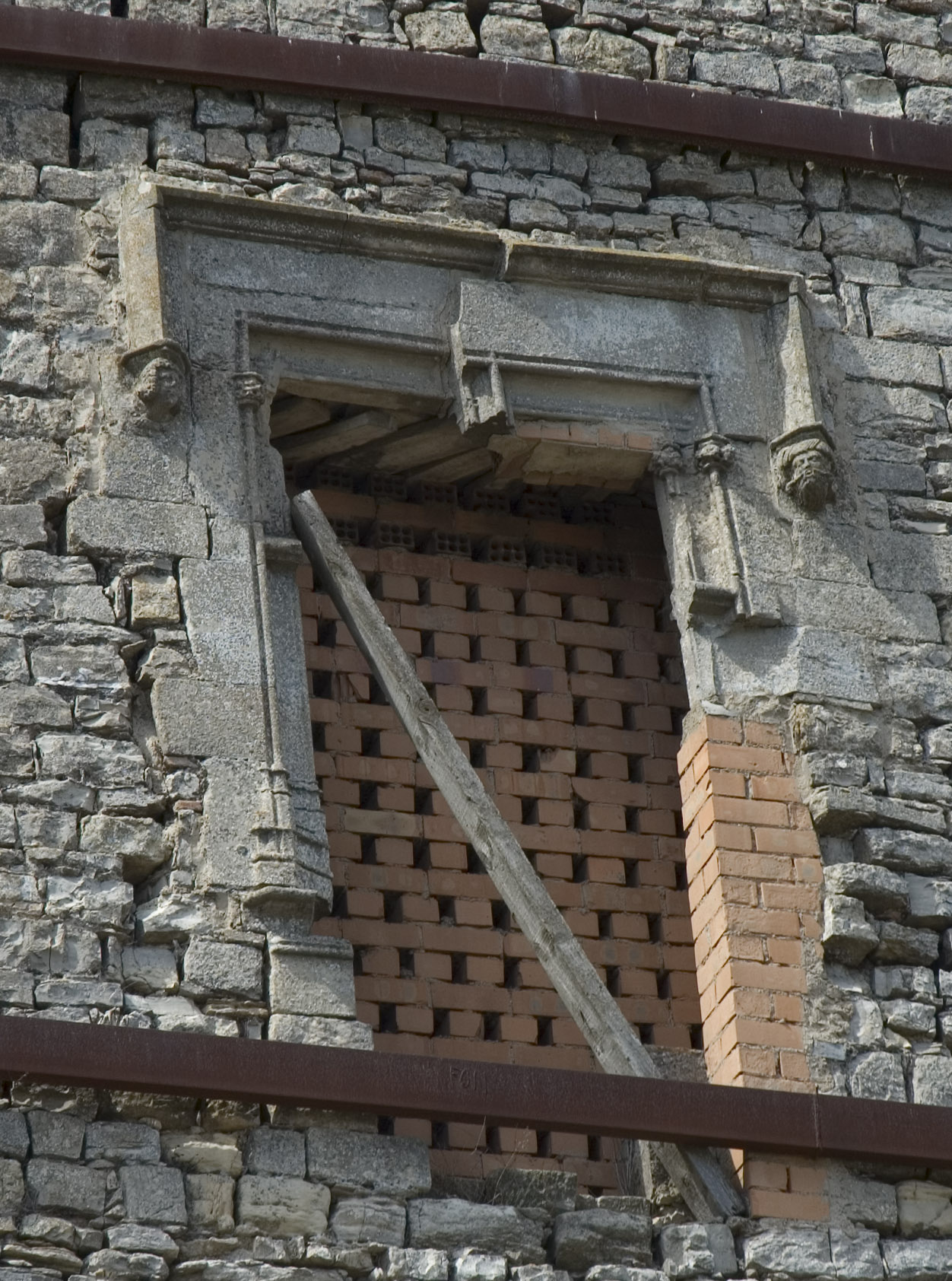
Castell de Savellà del Comtat, detall d'una finestra, 2008.

S'entrava al castell per la porta principal situada a l'extrem occidental del costat sud, i s'accedia a un gran pati (de 10 m per 7 m) al voltant del qual s'ordenaven els diferents edificis que formaven el conjunt. A la planta baixa hi havia els serveis propis (cavallerisses, magatzems...) i entre aquesta i la planta noble hi havia un entressolat amb altres dependències de serveis. Al pati, una escala magna de dos rams, descoberta, adossada al murs del sud i de l'est i carregada sobre arcs rampants, pujava fins a la planta noble. Aquí, als costats nord i oest s'obria una bella galeria (avui instal·lada al castell de Perelada) que guaitava al pati. Donaven a la galeria la gran sala, situada al nord, i les habitacions de ponent. Al costat de migdia, de llevant a ponent, hi havia la capella, que tenia volta de creueria estrellada, pròpia del gòtic tardà, i altres dependències. La planta superior estava recorreguda per una galeria de solana que donava la volta a l'edifici.
Garriga remarca l'interès de determinats elements d'edilícia romana que decoraven la planta noble, com les »ornadíssimes» finestres creuades que avui es troben al castell de Perelada. De semblant factura és la finestra, en aquest cas no creuada -també a Perelada-, que publica a Castells Catalans. Es tracta d'una finestra emmarcada de figures dempeus, a tall de cariàtides, i decoració grutesca.
Avui poca cosa es conserva in situ d'aquells elements decoratius cinccentistes, llevat d'una finestra creuada, mutilada, del costat de llevant, coronada per un guardapols motllurat amb mènsules en forma de caps, i una altra al nord de semblant factura. Ambdues eren també finestres de la sala noble o gran sala del castell.
La primitiva estructura del castell fou restaurada i reedificada en diverses ocasions. L'edifici actual encara conserva alguns, pocs, vestigis antics però essencialment és un castell bastit a la darreria del segle xv i al segle xvi, època en què fou senyorejat per la família Boixadors.
El castell-palau s'anà degradant amb l'abandonament per part de la família i sofrí grans desperfectes durant les guerres carlines. A la fi del segle xix, quan el comte de Savallà i Peralada restaurà el castell de Peralada, utilitzà diversos elements del castell de Savallà, com la galeria i alguns finestrals d'estil gòtic florit i renaixentista. Avui encara resten parts del mur i les dues torres que flanquegen el conjunt arquitectònic el conjunt emmurallat. Darrerament hom ha fixat en el mur tirants de ferro per frenar la seva deterioració.